# La Verne
La Verne város az USA Kalifornia államában, Los Angeles megyében. Lakosainak száma 31 334 fő (2020. április 1.).

## Népesség
A település népességének változása:
| Lakosok száma | 954  | 31 063 | 31 334 |
|               | 1910 | 2010   | 2020   |